# Trichodocus strandi
Trichodocus strandi är en skalbaggsart som beskrevs av Stefan von Breuning 1940. Trichodocus strandi ingår i släktet Trichodocus och familjen långhorningar.
Artens utbredningsområde är:
- Gabon.
- Ghana.

Inga underarter finns listade i Catalogue of Life.